# Экологическое вегетарианство
Экологическое вегетарианство является практикой вегетарианства или веганства на основе того, что животноводство, в частности, экстенсивное сельское хозяйство, является экологически неустойчивым. Основными экологическими проблемами, связанными с продуктами животного происхождения, являются загрязнение окружающей среды и использование таких ресурсов, как ископаемое топливо, вода и земля.

## Экологические последствия производства мяса
Использование крупных промышленных монокультур, что является распространённой практикой в промышленно развитых сельских хозяйствах, как правило, для кормовых культур, (таких как кукуруза и соя), наносит больший ущерб для экосистемы, чем более устойчивые способы ведения сельского хозяйства, такие как органическое сельское хозяйство и пермакультура.
Согласно инициативе Организации Объединённых Наций за 2006 год, животноводство является одним из крупнейших вкладчиков в ухудшение состояния окружающей среды во всем мире, и современные методы выращивания животных в пищу способствует массовой вырубке лесов, загрязнению воздуха и воды, деградации земель, потере верхнего слоя почвы, изменению климата, чрезмерному использованию ресурсов, включая нефть и воду, и утрате биоразнообразия. Инициатива пришла к выводу, что «сектор животноводства — один из двух-трёх наиболее существенных „вкладчиков“ в наиболее серьёзные экологические проблемы, во всех масштабах, от местного до глобального». В 2006 году по оценкам ФАО, мясная промышленность является причиной 18 % всех выбросов парниковых газов. Этот показатель был пересмотрен в 2009 году двумя учёными Worldwatch Institute, и оценивается в 51 % минимум.

## Экономические и социальные аспекты
Согласно докладу 2010 года международной комиссии Программы ООН по окружающей среде «Оценка воздействия на окружающую среду потребления и производства приоритетных продуктов и материалов», глобальный переход к веганской диете может привести к уменьшению выбросов парниковых газов на 13 % и снижению темпов использования биоресурсов планеты, что способно привести в долгосрочной перспективе к решению вопросов голода. Комиссия заявила: «Воздействие сельского хозяйства, как ожидается, существенно возрастет в связи с ростом численности населения и увеличением потребления продуктов животного происхождения. В отличие от ископаемых видов топлива, трудно искать альтернативы еде: люди должны есть. Уменьшение воздействия будет возможно только при существенном изменении диеты во всем мире, уменьшении доли продуктов животного происхождения в рационе человека»